# Soyuz 14
Soyuz 14 fue una misión de una nave Soyuz 7K-T modificada (Soyuz 7K-T/A9) lanzada el 3 de julio de 1974 desde el cosmódromo de Baikonur con dos cosmonautas a bordo.
Soyuz 14 fue la primera misión de una Soyuz a una estación espacial militar, la Almaz 2, también llamada Salyut 3, para encubrir sus objetivos militares. La Soyuz se acopló con la estación el 4 de julio. La tripulación realizó diferentes experimentos a bordo de la estación, incluyendo reconocimiento militar de la superficie terrestre, evaluación de la utilidad de esas observaciones e investigaciones médicas y biológicas. Todos los objetivos fueron cumplidos y la nave regresó el 19 de julio de 1974, aterrizando a 2 km del punto previsto de llegada, a 140 km al sureste de Dzkezkazgan.

## Tripulación
- Pavel Popovich (Comandante)

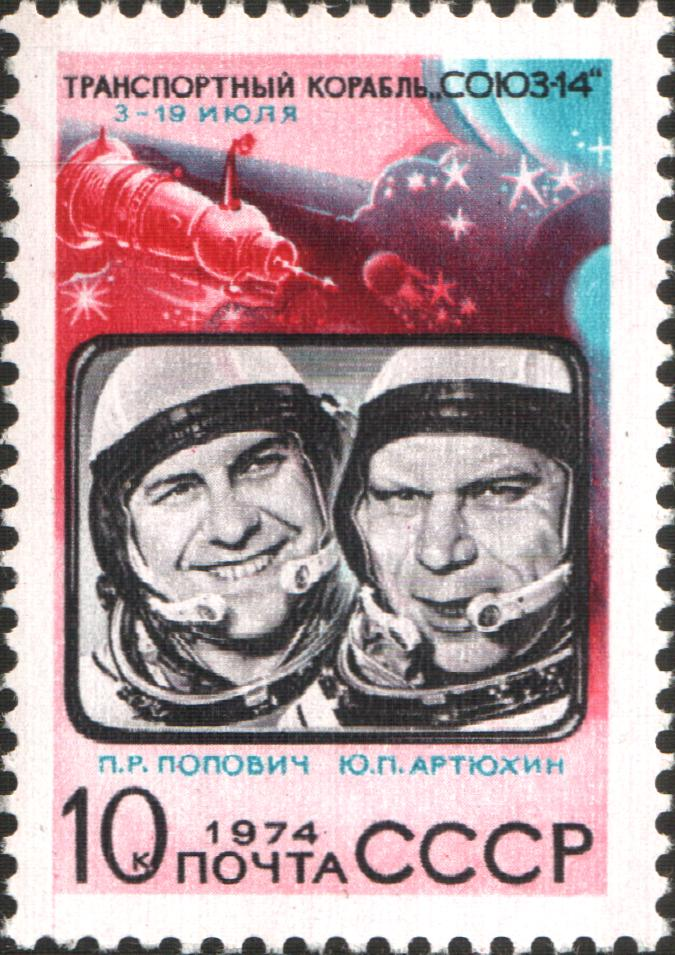
Sello conmemorativo soviético de la misión Soyuz 14.

- Yuri Artyukhin (Ingeniero de vuelo)

## Tripulación de respaldo
- Gennadi Sarafanov (Comandante)
- Lev Dyomin (Ingeniero de vuelo)

## Tripulación de reserva
- Borís Volinov (Comandante)
- Vitali Zhólobov (Ingeniero de vuelo)